# 門井亜矢
門井 亜矢（かどい あや、1971年6月18日 - ）は、日本の漫画家、原画家、同人作家。東京都出身。女性。既婚者。

## 概要
短編・4コマ漫画を中心として、主に女子高生を中心とした少女的な世界をコメディータッチで描く。
女子高生が集団でキャピキャピ騒いでじゃれあっている、ひたすら自己の世界に浸って現実と乖離している等、作者自身が「最強生物」と表現する「少女達」をネタに笑いの世界を描いた作品が多い。初期の作品には心霊ネタが頻繁に見られる。
アダルトゲームの原画家としても活躍している。代表作にエルフの『下級生』シリーズがある。また、アダルトゲーム専門雑誌『P-mate』では、1999年から2004年（毎日コミュニケーションズ→MCプレス発行時）まで、表紙イラストを担当していた。

## 作品一覧

### 漫画
オリジナル
- エデンノカケラ （双葉社・コミックハイ!）
- 天然女子高物語 （芳文社・まんがタイムきららMAX）
- ドクターマッド （角川書店・コンプエース）
- ハワイバカ一代 （ワニブックス・月刊コミックガム）
- ひなたCafeへようこそ （一迅社・まんが4コマKINGSぱれっと）
- ヘブンズゲイト （ワニブックス・月刊コミックガム）
- メロンくりーむソーダ （ワニブックス・月刊コミックガム→WEBコミックガム）

コミカライズ
- 鬼一族の若夫婦 〜借金のカタとして嫁いで来たはずの嫁がやけに積極的で、僕はとっても困っている〜（原作：不確定ワオン、幻冬舎コミックス・comicブースト） - 原作小説のイラストも担当
- チートで家庭菜園～多分私が精霊姫だけど、他に名乗り出た者がいるので、家庭菜園しちゃいます～（原作：深凪雪花、キャラクター原案：朝日川日和、幻冬舎コミックス・comicブースト）

### ゲーム原画
特記の無い物はパソコン用ソフトのアダルトゲーム。記載されている時期は初回作品の発表年。
- 1996年 - 下級生 （エルフ）
- 1999年 - リフレインブルー（エルフ）
- 1999年 - ハイスクール・オブ・ブリッツ （メディアワークス）※PS用ソフト
- 2004年 - 下級生2 （エルフ）
- 2006年 - たまたま 〜となりの彼女は声優のたまご。たまたま生まれた恋のたまごが… （BANANA Shu-Shu）
- 2011年 - ボクの彼女はガテン系/彼女がした事、僕がされた事/巨乳妻完全捕獲計画/ボクの妻がアイツに寝取られました。（エルフ）

### 出演
- 1997年5月5日 - トゥナイト2（テレビ朝日）
- 1997年5月15日 - ゲームカタログII（テレビ朝日）

## 同人活動
同人サークル「冗談じゃないよっっ!!」を主宰。
TVアニメ『美少女戦士セーラームーン』を題材にした同人誌で徐々に名が知れ始め、同作のアンソロジーコミック『ムーンファイト!』（ふゅーじょんぷろだくとより1993年から1994年に刊行）にて執筆経験を持つ。1996年に発売されたアダルトゲーム『下級生』のヒット後、同人誌即売会コミックマーケットでは一時期「シャッターサークル」となった。
2001年夏の「コミックマーケット60」ではカタログの表紙イラストを担当。
2006年夏の「コミックマーケット70」では「壁サークル」の扱いだったが、2011年に開催された「コミックマーケット80」では「島中」へ配置された。その後はプリキュアシリーズや子育てに関するマンガを描いている。